# آيت سيدي بالقاسم (الحمام)
آيت سيدي بالقاسم هي إحدى مشيخات المملكة المغربية، تتبع جغرافيا لإقليم خنيفرة وإداريًا لالحمام. يقدر عدد سكانها بـ 946 نسمة حسب الإحصاء الرسمي للسكان والسكنى لسنة 2004.